# Mleczaj czerwieniejący

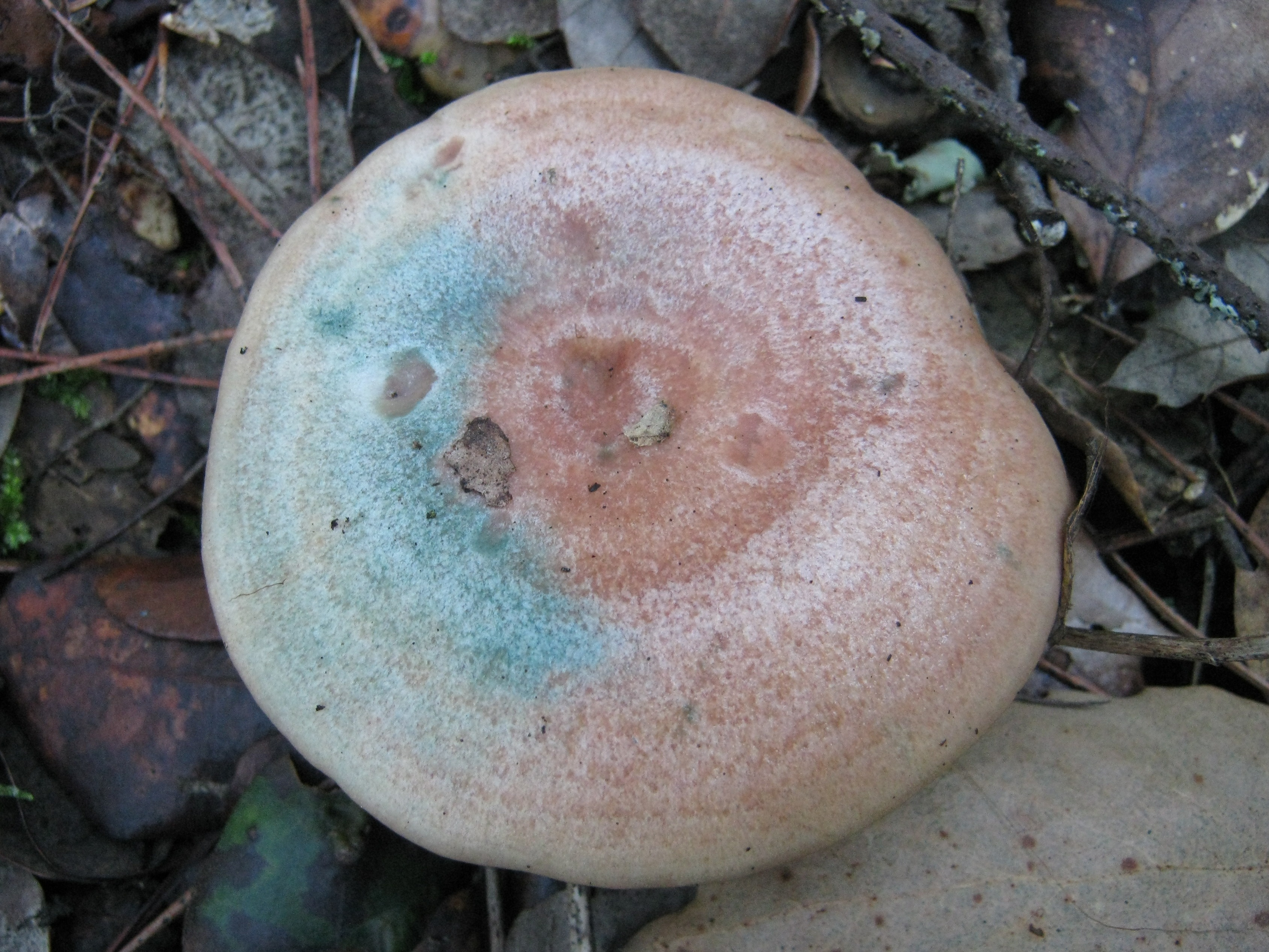

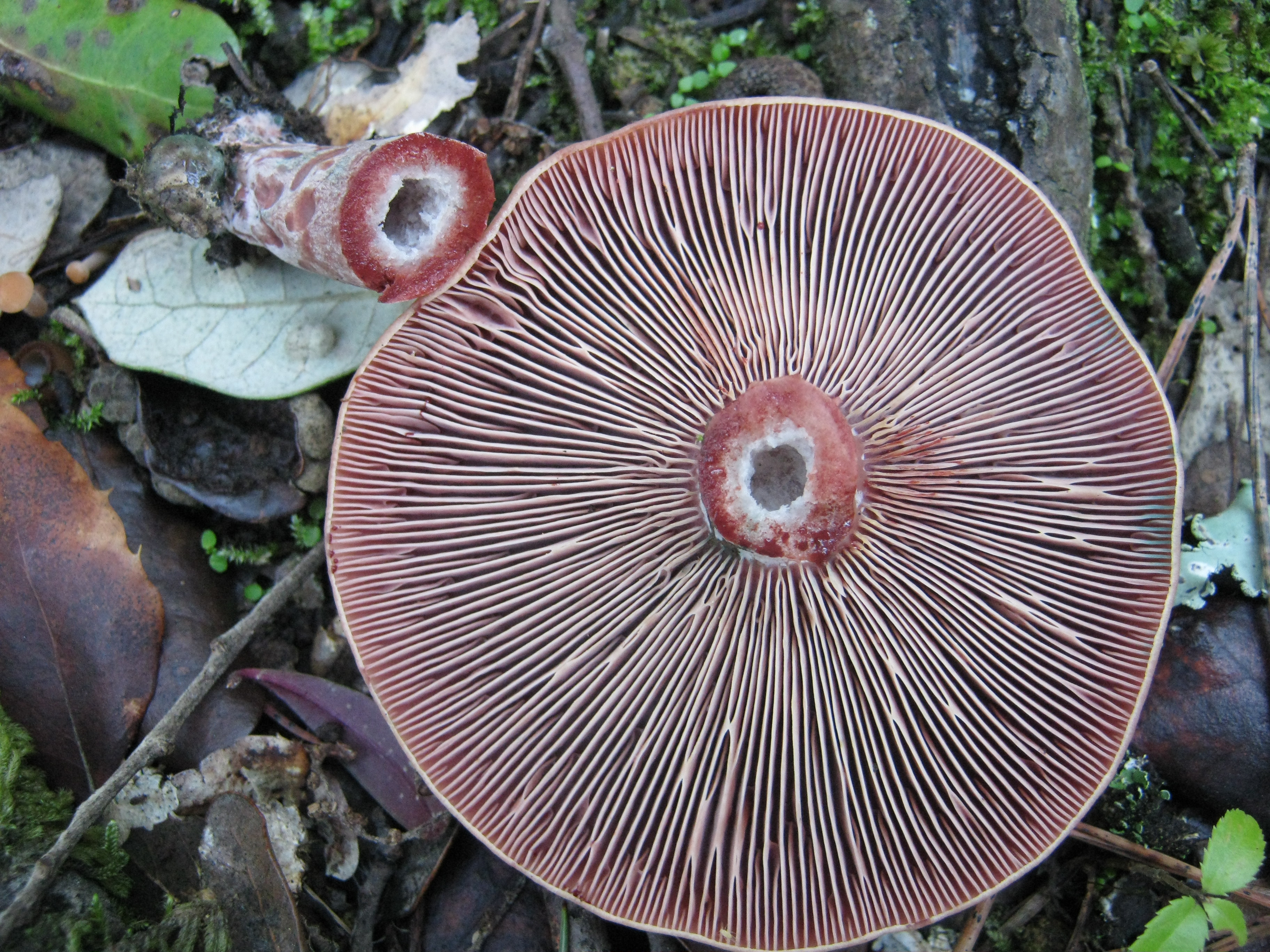

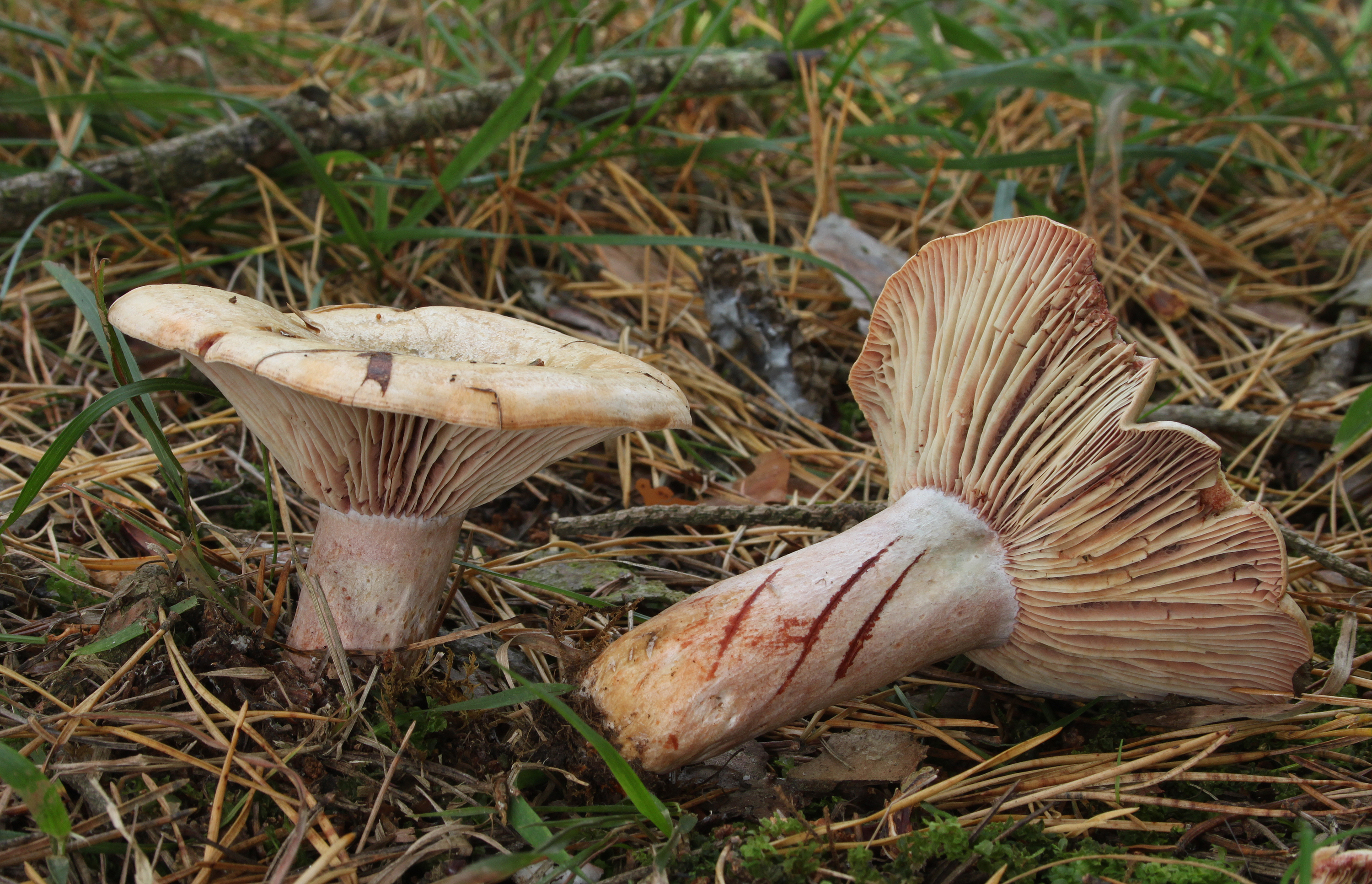

Mleczaj czerwieniejący (Lactarius sanguifluus (Paulet) Fr.) – gatunek grzybów z rodziny gołąbkowatych (Russulaceae).

## Systematyka i nazewnictwo
Pozycja w klasyfikacji według Index Fungorum: Lactarius, Russulaceae, Russulales, Incertae sedis, Agaricomycetes, Agaricomycotina, Basidiomycota, Fungi.
Po raz pierwszy opisał go w 1793 r. Jean-Jacques Paulet, nadając mu nazwę Hypophyllum sanguifluum. Obecną, uznaną przez Index Fungorum nazwę, nadał mu w 1838 r. Elias Fries, przenosząc go do rodzaju Lactarius. Niektóre synonimy naukowe:
- Hypophyllum sanguifluum Paulet 1838
- Lactarius vinosus (Quél.) Bataille 1908
- Lactifluus sanguifluus (Paulet) Kuntze 1793

Nazwę polską podała Alina Skirgiełło w 1998 r.

## Morfologia
Kapelusz
Średnica 5–12 cm, za młodu łukowaty z podwiniętym brzegiem i wgłębionym środkiem, potem staje się spłaszczony, i płatowato pofalowany. Nie posiada garbka. Skórka gładka, jasnopomarańczowa z koncentrycznymi brązowoczerwonymi wybarwieniami w postaci krążków. Podczas wilgotnej pogody jest nieco lepka.
Blaszki
Dość gęste, szeroko przyrośnięte i nieco zbiegające po trzonie. U młodych okazów są bladoochrowe, u starszych czerwonawe. Po zgnieceniu zmieniają kolor; najpierw na winnoczerwony, później brudnozielony.
Trzon
Wysokość 3–6 cm, grubość do 3 cm. Jest walcowaty, wyraźnie krótki i ma cieńszą podstawę. Początkowo jest pełny i twardy, później pusty i kruchy. Kolor mięsnoczerwony z fioletowym odcieniem, ochrowymi brodawkami, Po zgnieceniu zmienia kolor na zielony.
Miąższ
Gruby, białożółtawy, u młodych okazów twardy, u starszych kruchy. Ma korzenny smak i owocowy zapach. Po uszkodzeniu zmienia kolor na krwistoczerwony, później brudnozielony. Wydziela krwistoczerwone mleczko.
Mleczko
Początkowo wypływa obficie. Od samego początku jest winnoczerwone z liliowym odcieniem. W smaku jest ostre.
Cechy mikroskopowe
Wysyp zarodników jasnoochrowy. Zarodniki szerokoowalne o rozmiarach 7,1–9,1 × 6–7,5 μm. Na powierzchni posiadają dość duże brodawki połączone regularną siateczką o różnej wielkości oczkach. Podstawki mają rozmiar 40–45 × 4,5–7 μm. Wąskowrzecionowate cystydy mają rozmiar 45–55 × 4,5–7 μm i wystają prawie na 10 μm ponad hymenium.
Gatunki podobne
Wśród grzybów o morfologicznie zbliżonych owocnikach wymienia się następujące gatunki:
- mleczaj świerkowy (Lactarius deterrimus), występujący wyłącznie pod świerkami (Picea sp.), o mleczku po ok. 30 min. przebarwiającym się czerwonofioletowo;
- mleczaj jodłowy (Lactarius salmonicolor), występujący pod jodłami (Abies sp.) i jedlicami (Pseudotsuga sp.). Nigdy nie zielenieje po uszkodzeniu;
- mleczaj zmienny (Lactarius semisanguifluus), o bardziej oliwkowozielonym kapeluszu, o mleczku przebarwiającym się winnoczerwono przy wysychaniu;
- mleczaj rydz (Lactarius deliciosus), o mleczku pomarańczowym i długo nie zmieniającym barwy.
- mleczaj modrzewiowy (Lactarius porninsis), występujący wyłącznie pod modrzewiami (Larix sp.), o białym mleczku.

Przez grzybiarzy gatunki te zazwyczaj są nierozróżniane; rozróżnienie ich tylko na podstawie wyglądu jest bardzo trudne, a czasami niemożliwe. Należy brać pod uwagę jeszcze inne cechy; miejsce występowania, kolor mleczka i zmianę koloru miąższu po uszkodzeniu. Z punktu widzenia grzybiarzy rozróżnienie gatunków nie jest bardzo istotne; gatunki te są bowiem jadalne, chociaż dość znacznie różnią się smakiem. Jedynie mleczaj modrzewiowy jest lekko trujący.

## Występowanie i siedlisko
Występuje w Ameryce Północnej, Europie i w Izraelu. W Polsce jego rozprzestrzenienie i częstość występowania nie są znane. W piśmiennictwie naukowym do 2003 r. opisano tylko dwa jego stanowiska.
Naziemny grzyb mykoryzowy. Występuje późnym latem i jesienią, głównie w lasach iglastych, wyłącznie pod sosnami, głównie na podłożu wapiennym.

## Znaczenie
Grzyb jadalny. Nadaje się do pieczenia i konserwowania. W przeciwieństwie do mleczaja rydza nie powoduje barwienia moczu na czerwono.
Jest często atakowany przez pasożytniczego grzyba Hypomyces lateritius, powodującego biały nalot i niedorozwój jego blaszek oraz stwardnienie miąższu. Porażone przez tego grzyba owocniki są niejadalne.